# Tabernaemontana letestui
Tabernaemontana letestui är en oleanderväxtart som först beskrevs av François Pellegrin, och fick sitt nu gällande namn av Marcel Pichon. Tabernaemontana letestui ingår i släktet Tabernaemontana och familjen oleanderväxter. Inga underarter finns listade i Catalogue of Life.